# ایگناتس فون موزل
ایگناتس فون موزل (به آلمانی: Ignaz von Mosel) (۱ آوریل ۱۷۷۲ – ۸ آوریل ۱۸۴۴) آهنگساز و نویسندهٔ موسیقی اهل اتریش بود.
در ۱۸ ژوئیهٔ ۱۸۱۸ به نجیب‌زادگی ارتقا یافت و در ۱۸۲۰ رسماً به دربار راه پیدا کرد.

## آثار
موزل چند اثر آوازی، چند اثر ارکستری چند مارش، و دو اپرا (در سال‌های ۱۸۱۲ و ۱۸۱۸) تصنیف کرد. همچنین، چندین کتاب دربارهٔ موسیقی نوشت. از کتاب‌های اوست:
- Versuch einer Aesthetik des dramatischen Tonsatzes. Wien 1813.
- Über das Leben und die Werke des Anton Salieri. Wallishausser: Wien, 1827 (Reprint: Bock: Bad Honnef, 1999).
- Geschichte der k.k. Hofbibliothek zu Wien. Beck, Wien 1835.
- Über die Originalpartitur des Requiems von Wolfgang Amadeus Mozart. A. Strauß's sel. Witwe, Wien 1839.
- Nekrolog des großen Tonsetzers, Herrn Abbé Maximilian Stadler. Braumüller, Wien 1864.